# Asterropteryx
Asterropteryx és un gènere de peixos de la família dels gòbids i de l'ordre dels perciformes.

## Taxonomia
- Asterropteryx atripes (Shibukawa & Suzuki, 2002)[2]
- Asterropteryx bipunctata (Allen & Munday, 1995)[3]
- Asterropteryx ensifera (Bleeker, 1874)[4]
- Asterropteryx ovata (Shibukawa & Suzuki, 2007)[5]
- Asterropteryx semipunctata (Rüppell, 1830)[6]
- Asterropteryx senoui (Shibukawa & Suzuki, 2007)[5]
- Asterropteryx spinosa (Goren, 1981)[7]
- Asterropteryx striata (Allen & Munday, 1995)[8][9][10][11][12][13][14]